# جون أندرسن (لاعب كرة قدم مواليد 1953)
جون أندرسن (بالدنماركية: John Andersen)‏ هو لاعب كرة قدم دنماركي في مركز الدفاع، ولد في 12 مارس 1953 في فريدريكسبرغ في الدنمارك. شارك مع منتخب الدنمارك لكرة القدم. أما مع النوادي، فقد لعب مع نادي بولدكلوبين 1903.

## وصلات خارجية
- جون أندرسن (لاعب كرة قدم مواليد 1953) على موقع قاعدة بيانات كرة القدم.إي يو (الإنجليزية)
- جون أندرسن (لاعب كرة قدم مواليد 1953) على موقع ناشيونال فوتبول تيمز (الإنجليزية)